# Альгиновая кислота
Альгиновая кислота — полисахарид, вязкое резиноподобное вещество, извлекаемое из красных, бурых и некоторых зелёных водорослей (в том числе из водорослей родов Ламинария и Агарум). Содержание альгиновой кислоты в ламинарии японской (лат. Laminaria japonica) колеблется от 15 до 30 %.

## Описание
Альгиновая кислота нерастворима в воде и в большинстве органических растворителей. Одна часть альгиновой кислоты адсорбирует 300 массовых частей воды, что обусловливает её применение как загустителя в пищевой промышленности, в частности при приготовлении мороженого, сиропов, соусов и сыров.
Альгиновая кислота — гетерополимер, образованный двумя остатками полиуроновых кислот (D-маннуроновой и L-гулуроновой) в разных пропорциях, варьирующихся в зависимости от конкретного вида водорослей. Альгинаты в организме человека не перевариваются и выводятся через кишечник.
Альгиновая кислота и альгинаты широко применяются в медицине (в качестве антацида) и как пищевые добавки (загустители).

## Альгинаты
Соли альгиновой кислоты — альгинаты, в частности альгинат натрия (E401), альгинат калия (Е402) и альгинат кальция (Е404) используются в качестве пищевых добавок.
Альгинаты калия и натрия в воде образуют коллоидные растворы, в отличие от нерастворимой альгиновой кислоты. Добавление водных растворов альгината натрия в растворы, содержащие ионы кальция (например, хлорид кальция), приводит к образованию нерастворимых гелей альгината кальция. Это свойство альгинатов используется при создании микрокапсул и искусственных клеток, а также для создания некоторых пищевых продуктов (например, искусственная красная икра на основе альгинатов). Показано успешное применение капсул из альгината, содержащих живые бактерии — пробиотики, для их доставки в кишечник.
В стоматологии альгинат с добавками используется в качестве слепочной массы — для изготовления оттиска челюсти, с дальнейшей отливкой гипсовой модели. Для аналогичных целей применяют и силиконовые слепочные массы.
Для альгинатов характерны следующие виды биологической активности
:
- антимикробное действие, подавление активности факультативной флоры (кандиды и стафилококков);
- поддержание естественной микрофлоры кишечника;
- гемостатическое действие (кровоостанавливающее, благодаря чему они эффективны при эрозивных и язвенных процессах в желудочно-кишечном тракте);
- улучшение моторной функции кишечника (что способствует профилактике запоров);
- обволакивающее действие;
- ослабление патологических рефлексов, в том числе болевых;
- замедление скорости всасывания глюкозы из тонкого кишечника;
- иммуномодулирующее действие;
- гиполипидемический эффект (снижение уровня атерогенных фракций крови, профилактика атеросклероза);
- антитоксическое и антирадиационное действие — эффективное и безопасное связывание тяжелых металлов (свинец, ртуть), радиоактивных соединений (цезий, стронций) и выведение их из организма.